# Tatort: Schützlinge
Schützlinge ist ein Fernsehfilm aus der Kriminalreihe Tatort. Der vom WDR unter der Regie von Martin Eigler produzierte Film wurde am 3. März 2002 im Ersten Programm der ARD ausgestrahlt. Es ist der 19. Fall des Kölner Ermittler-Teams Ballauf und Schenk und die 493. Tatortfolge.

## Handlung
Die drei Jugendlichen Oktay Kutlucan, Jürgen Eckert und dessen Bruder Andy brechen in eine Lagerhalle ein. Kurze Zeit später erscheint Horst Merz, Besitzer der Lagerhalle und weiterer Mietshäuser. Während Jürgen und Oktay fliehen können, stolpert Andy über die Leiche des Verwalters Volker Andresen und wird von Merz, der mit einer Pistole bewaffnet ist, festgehalten, bis die Polizei am Tatort ist. Das Verhör gestaltet sich schwierig, da der Junge gehörlos ist und Kommissar Freddy Schenk dies erst nach einiger Zeit erkennt. In Panik flieht Andy aus dem Verhörzimmer und springt durch eine Fensterscheibe. Dabei wird er tödlich verletzt. Schenk plagen nun Schuldgefühle, zumal sich später herausstellt, dass Andy tatsächlich unschuldig war.
Wenig später wird auch Merz nahe der Lagerhalle tot aufgefunden. Aus seinem dortigen Büro in einem Container tönt laute Musik. Da ein Streit mit seinem Mieter Balzer polizeilich geschlichtet werden musste, wollen Ballauf und Schenk mit dem Hobbyboxer Erwin Balzer reden. In seiner Wohnung treffen sie ihn nicht an. Von einer Nachbarin erfahren sie, dass Andresen als Hausverwalter von Merz angehalten war, die Mieter aus dem Haus zu vergraulen. Für Schenk steht fest, dass Balzer in beiden Fällen der Täter sein muss, zumal sich seine Fingerabdrücke am Tatort des ersten Mordes nachweisen lassen. Ballauf will sich aber nicht voreilig festlegen.
Zum Grundstück des Mietshauses, in dem Balzer wohnt, gehört auch ein Kulturzentrum für Gehörlose, das „Exil“. Dort sehen sich die Ermittler um und treffen auf Jennifer Hoffmann, die das Zentrum zusammen mit ihrem Mann Michael leitet. Sie kannte Andy, weil er oft ins „Exil“ kam und sie ihn in der Gebärdensprache unterrichtet hatte. Franziska findet heraus, dass Andy einen Bruder hat, der bereits strafrechtlich in Erscheinung getreten ist. Das erklärt für Ballauf Andys panische Angst vor der Polizei.
Erwin Balzer wird festgenommen und verhört. Er gibt zu, sich massiv mit Andresen und auch Merz gestritten zu haben. Andresen habe ihn „angemacht“ und er habe sich nur gewehrt, mit den Fäusten. Merz habe er aber nicht umgebracht. Er kann sich erinnern, dass Merz sich auch mit einer jungen Frau und ihrem Freund gestritten hat, die er beide öfter im „Exil“ gesehen hat. Schenk ist sich sicher, dass der Mörder von Merz gehörlos gewesen sein muss, da er das Radio nicht ausgestellt hatte.
Andys einziger Freund Oktay Kutlucan, der ebenfalls gehörlos ist und bei dem Einbruch dabei war, sucht bei Andys Bruder Jürgen Unterschlupf. Da er immer noch Angst hat, von der Polizei gefasst zu werden, meidet er seine eigene Wohnung. Jürgen bemerkt, dass Oktay ein Bündel Geld bei sich hat, und stiehlt dieses in der Nacht. Am nächsten Morgen wird er jedoch von der Polizei festgenommen, und Ballauf folgert, dass das blutverschmierte Geld von Merz stammen muss. Jürgen gibt zu, dass er zusammen mit seinem Bruder und Oktay Kutlucan den Einbruch begangen hat. Ermordet habe er aber niemanden, der Verwalter habe schon tot auf dem Boden gelegen. Ballauf und Schenk wollen Kutlucan befragen, doch der ist flüchtig. Auch seine Freundin Svenja ist auf der Suche nach ihm. In der Hoffnung, dass er im „Exil“ auftaucht, warten die Ermittler dort, so wie auch Svenja. Als Kutlucan die Polizisten bemerkt, flieht er und trifft dabei auf Michael Hoffmann, der ihm hilft. Svenja spricht mit Schenk und kann sich erinnern, dass Jennifer Hoffmann in der Mordnacht zu Merz wollte. So wird diese befragt. Sie räumt ein, dass Merz alle gedemütigt habe. Er habe sie alle „kaputtmachen“ wollen und das habe er sogar genossen. In diesem Moment sei ihr alles egal gewesen. Sie habe eine Waffe genommen, die auf dem Tisch gelegen habe, und abgedrückt. Oktay Kutlucan hatte alles mit angesehen und wollte sie schützen. Deshalb hatte er die Leiche notdürftig versteckt, die Pistole und das Geld mitgenommen und sich dem polizeilichen Zugriff entzogen. Jennifer Hoffmann wird festgenommen.
Unterdessen sitzt Oktay bei Michael Hoffmann im Auto. Dieser hat die Waffe bei sich; daher ist nicht klar, ob er Otkay zur Flucht verhelfen oder umbringen will, da dieser seine Frau belasten könnte. Als Otkay die Pistole entdeckt, nimmt er sie sich und flieht in Panik durch die belebte Innenstadt. Schenk stellt ihn auf einem Platz, Oktays Freundin Svenja kommt hinzu. Schenk versucht in Gebärdensprache, Oktay klarzumachen, dass die Polizei ihn nicht für den Mörder Merz’ hält. Svenja überzeugt ihn, die Waffe auf den Boden zu legen, sie geht zu Oktay und umarmt ihn.

## Hintergrund
Schützlinge wurde von Colonia Media im Auftrag des WDR  produziert. Die Dreharbeiten erfolgten in Köln und Bonn.
Für die Schauspieler waren die Dreharbeiten eine ganz besondere Herausforderung, denn einige von ihnen mussten erst mal die Gebärdensprache lernen. Andere allerdings nicht: Der gleichfalls gehörlose Darsteller des Leiters vom Jugendzentrum, Marco Lipski, ist Redakteur des Bayerischen Rundfunks und betreut dort Sehen statt Hören.

## Rezeption

### Einschaltquoten
Bei seiner Erstausstrahlung am 3. März 2002 wurde die Folge Schützlinge in Deutschland von 8,2 Millionen Zuschauern gesehen, was einem Marktanteil von 22,6 Prozent entsprach.

### Kritik
Tilmann P. Gangloff lobt den Tatort bei Kino.de und schreibt: „Es ist eine fremde Welt, in die dieser ‚Tatort‘ entführt. Wer nicht gerade der Gebärdensprache mächtig ist, bleibt oftmals auf Untertitel angewiesen. […] Schade nur, dass Regisseur Martin Eigler, der die Geschichte auch initiiert hat, seiner Linie nicht treu bleibt: Wann immer ein Mensch mit Stimme in Gebärdensprache spricht, übersetzt er fürs Publikum, was seine Hände gerade erzählen; das wirkt in Filmen dieser Art stets etwas seltsam. Ansonsten aber ist ‚Schützlinge‘ ein ausgezeichneter Köln-Krimi, der seine Zuschauer behutsam auf eine Reise in die Welt der Stille mitnimmt, ohne dabei auf die liebgewonnenen Versatzstücke (der übliche Zwist zwischen Schenk/Ballauf) zu verzichten.“
Die Kritiker der Fernsehzeitschrift TV Spielfilm lobten, die Kölner Ermittler agierten „feinfühlige und engagiert“ und lieferten einen „unverfälschte[n] Einblick in den Alltag Gehörloser“.

### Trivia
Freddys Auto: In den Ballauf-Schenk-Fällen 18 bis 21 fährt er einen zeitgenössischen Chrysler PT Cruiser mit dem Kennzeichen K-MY 5873.